# Ben Rice
Benjamin Kimball Rice (22 de febrero de 1999, Cohasset, Massachusetts, Estados Unidos) es un jugador profesional de béisbol estadounidense, que juega como primera base en New York Yankees de la Major League Baseball (MLB). Jack Flaherty

## Carrera
Fue seleccionado por los New York Yankees en el draft de la MLB de 2021. El 18 de junio de 2024, hizo su debut profesional con el equipo New York Yankees, donde lleva jugando dos temporadas. 

### Grandes ligas
El 18 de junio de 2024, los Yankees ascendieron a Rice a las grandes ligas por primera vez. Hizo su debut ese día contra los Baltimore Orioles. Registró su primer hit de Grandes Ligas en la tercera entrada con un sencillo al jardín derecho. El 6 de julio, en un partido contra los Boston Red Sox, Rice se convirtió en el primer novato en la historia de los Yankees en batear tres jonrones en un solo juego; Sus siete carreras bateadas también igualaron el récord de Lou Gehrig para un novato Yankee.
Rice hizo la lista del Día de Apertura de los Yankees para la temporada 2025. El 11 de mayo de 2025, Rice golpeó su primera carrera grand slam contra el Athletics.